# Karl Francioh
Karl Francioh, född 5 oktober 1912 i Wriezen, död 13 december 1945 i Hameln, var en tysk SS-Rottenführer och dömd krigsförbrytare.

## Biografi
Efter andra världskrigets utbrott i september 1939 var Francioh kock i Wehrmacht. Påföljande år tjänstgjorde han som kock i köksavdelningen och i officersmässen i Auschwitz. I december 1944 kommenderades han till Blechhammer, som var ett satellitläger till Auschwitz III Monowitz. Efter evakueringen av Auschwitz-Birkenau i januari 1945 kom Francioh till Bergen-Belsen, där han var verksam i kvinnolägret och SS-kantinen.
Den 15 april 1945 befriades Bergen-Belsen av brittiska trupper, som i lägret påträffade drygt 10 000 döda och omkring 60 000 överlevande. Lägerpersonalen kommenderades att begrava alla lik i massgravar. Francioh greps och förhördes av brittisk militär. Den 17 september ställdes han och 44 tidigare lägervakter inför rätta vid Belsenrättegången. Den 17 november avkunnade domstolen sina domar: Francioh och tio andra åtalade dömdes till döden genom hängning.
Tillsammans med Josef Kramer, Irma Grese, Elisabeth Volkenrath, Juana Bormann, Fritz Klein, Franz Hössler, Peter Weingartner, Franz Stofel, Anchor Pichen och Wilhelm Dörr avrättades Francioh den 13 december 1945. Skarprättare var Albert Pierrepoint.

### Webbkällor
- ”Rottenführer Karl Francioh” (på engelska). BergenBelsen.co.uk. Arkiverad från originalet den 28 juni 2014. https://www.webcitation.org/6QemE4s8l?url=http://www.bergenbelsen.co.uk/pages/Staff/Staff.asp?CampStaffID=58. Läst 28 juni 2014.